# Phaonia wenshuiensis
Phaonia wenshuiensis är en tvåvingeart som beskrevs av Zhang, Zhao och Wu 1985. Phaonia wenshuiensis ingår i släktet Phaonia och familjen husflugor. Inga underarter finns listade i Catalogue of Life.